# Chiesa dei Santi Giacomo e Cristoforo martire
La chiesa parrocchiale dei Santi Giacomo il Maggiore e Cristoforo martire, a Stabio, è della fine del XVI secolo.

## Storia
Le più antiche menzioni storiche della chiesa si hanno in documenti datati 1104 e 1275. Parrocchiale dal 1575 e consacrata nel 1599, venne riedificata nel XVI secolo, prima di essere ingrandita nei secoli XVIII e XX. L'ampliamento del coro e le finestre termali della navata sono interventi dell'architetto Giuseppe Bordonzotti di Croglio durante il biennio 1929-1930. All'esterno presenta un campanile del XVIII secolo sul fianco ovest, con cinque campane.

## Descrizione
La facciata è preceduta da un protiro a serliana del 1807, con capitelli ionici neoclassici.
All'interno presenta un'unica navata a tre campate, coperte con volta a botte lunettata, e sei cappelle laterali, risalenti agli anni 1581-1591. Il transetto fu aggiunto nel 1732 e l'oratorio della confraternita del Santissimo Sacramento (a ridosso della parete di fondo del presbiterio) nel 1773. Il presbiterio è coperto con volta a crociera decorata da stucchi del 1589 circa.
L'altare maggiore tardo barocco del 1758, con edicola a tempietto, è stato arretrato di sette metri durante i restauri del biennio 2006-2007 diretti dall'architetto Tita Carloni. Nel transetto si conservano due dipinti, Vergine e i santi Gioacchino e Anna, settecentesca opera di Giovanni Battista Bagutti (1742-1823) e Madonna coi santi Pietro e Lucia, del 1657 circa, attribuita a Francesco Torriani.
Sulla controfacciata è presente una bussola di noce a tre vani, decorata con lesene e festoni nella parte alta. Al di sopra si trovano la cantoria e l'organo, realizzato da Carlo Bossi negli anni 1808-1810, ricostruito da Giuseppe Bernasconi nel 1872 e riformato nel 1930.
Le cappelle laterali sono dedicate a sant'Antonio da Padova, alle "Anime del Purgatorio" (fondata dalla famiglia Pusterla nel 1604), al Crocifisso ed ospitano un gruppo statuario ligneo del 1663 di fra Diego da Careri affiancato da due statue lignee della seconda metà del Seicento provenienti da una chiesa di Como demolita per ordine di Napoleone I), alla Madonna del Rosario, alla Madonna del Carmelo. L'ultima è una cappella impiegata come battistero.